# 总人民大会
总人民大会（阿拉伯語:مؤتمر الشعب العام الليبي）是卡扎菲时代利比亚名义上的国家最高权力机关，1976年首次召开。利比亚总人民大会常设机构为总人大秘书处。
在2011年利比亚革命中，人民会堂（People's Hall）被火焚毁，卡扎菲政权倒台后，总人民大会停止存在。